# Fanny Cradock

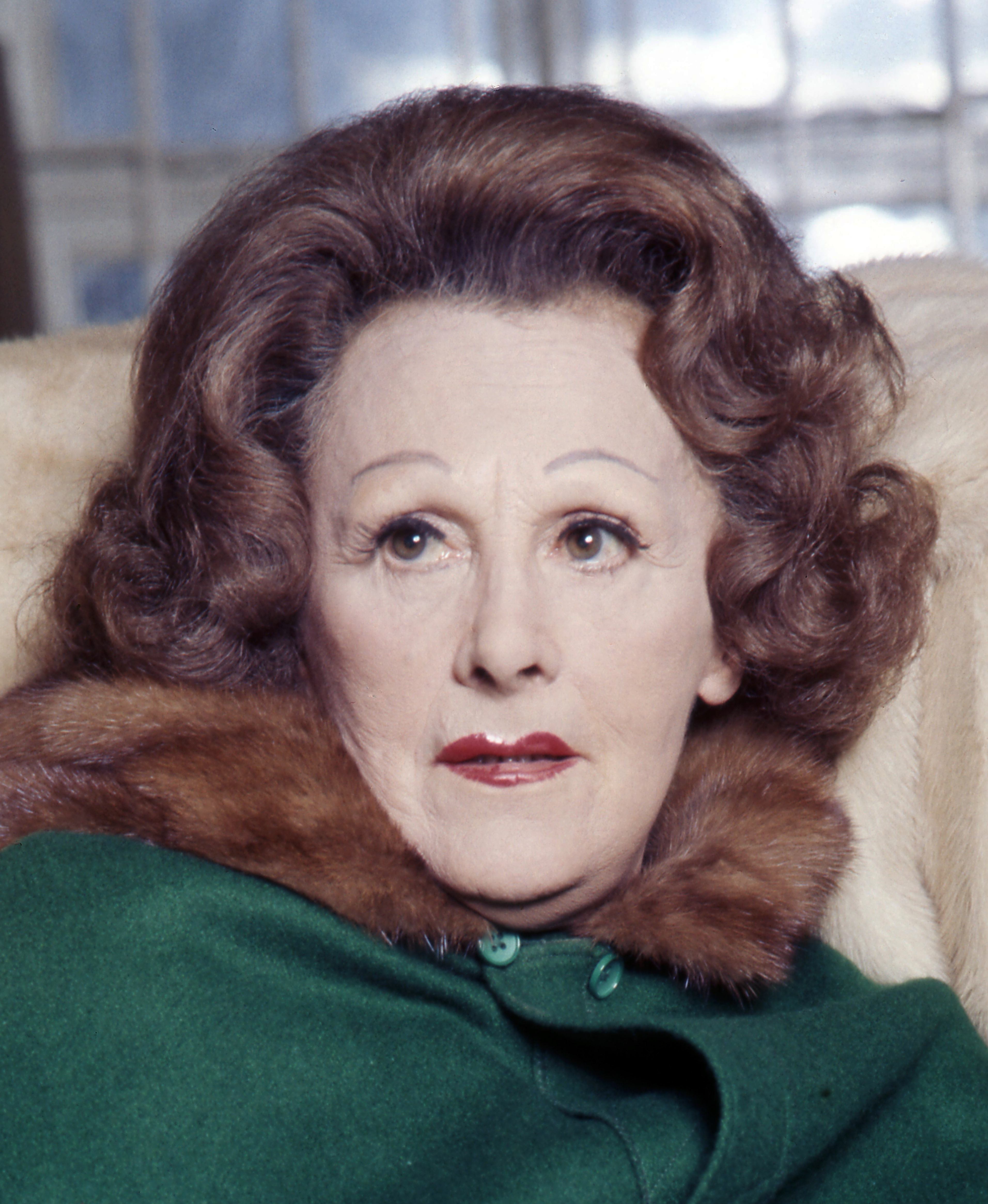
Fanny Cradock

Phyllis Nan Sortain Pechey, bekannt als Fanny Cradock (* 26. Februar 1909 in Leytonstone, Essex, England; † 27. Dezember 1994 in Hailsham, East Sussex, England) war eine englische Restaurantkritikerin, Autorin und TV-Köchin. Bekannt und legendär wurde sie in den 1960er mit ihren BBC-Kochshows.

## Leben
Fanny Cradock ist die Tochter des Schriftstellers Archibald Thomas Pechey und seiner Frau Bijou Sortain Hancock. Sie wurde im Haus ihrer Großeltern mütterlicherseits, 33 Fairlop Road, Leytonstone, geboren, wo sie auch aufwuchs, jedoch musste die Geburt offiziell in London im Stadtteil West Ham registriert werden. Das Geburtshaus erhielt später eine Plakette zur Erinnerung. Ihre Vorfahren hatten ein angesehenes mittelständisches Handelsunternehmen, eine familiäre Tradition, die Cradocks Eltern nicht weiterführen konnten. Im Gegenteil, sie hatten ihr Vermögen nicht gut verwaltet, denn ihre Mutter lebte sehr extravagant und ihr Vater hatte beträchtliche Spielschulden. Um ihren Gläubigern zu entgehen, zog die Familie durch das Land, ging nach Herne Bay in Kent, dann nach Swanage und weiter nach Bournemouth in Dorset, wo Archibalds Bruder Richard Francis Pechey (1872–1963) als Vikar der Holy Trinity Church 1912 im Dienst stand. In Bournemouth besuchte die 15-jährige Fanny die Bournemouth High School (heute Talbot Heath School).
Die Familie zog 1927 nach Wroxham in Norfolk, als die Gläubiger sie erneut einholten, es 1930 dort zur Gerichtsverhandlung kam und das Insolvenzgericht Schulden in Höhe von £ 3.500 feststellte. Fanny Cradock arbeitete die nächsten zehn Jahre in London und hielt sich mit dem Haustür-Verkauf von Reinigungsprodukten über Wasser. Danach arbeitete sie in einer Schneiderei. Finanziell aufwärts ging es für Fanny, als sie in verschiedenen Restaurants zu arbeiten begann und dort Werke von Auguste Escoffier kennenlernte. Später schrieb sie leidenschaftlich über den Wechsel vom Service à la française zum Service à la russe und begrüßte Escoffier als „Retter“ der britischen Küche.
Cradock heiratete insgesamt viermal. Ihr erster Sohn Peter Vernon Evans wurde 1927 geboren und von seinen Großeltern aufgezogen, da sein Vater Sidney A. Vernon Evans bei einem Flugzeugabsturz ums Leben kam. Dank Johnnie Cradock wurde er später Souschef im Dorchester Hotel. Bereits im Folgejahr erneut schwanger, heiratete Fanny Arthur William Chapman. Kurz nach der Geburt ihres zweiten Sohns, Christopher, trennten sich die Eheleute wieder und Cradock verließ ihren Sohn und Ehemann für ein neues Leben in London. Hier heiratete sie erst 1939 ein drittes Mal, allerdings dauerte diese Ehe mit einem Rennfahrer (Gregory Holden-Dye) nur acht Wochen. Mit Johnnie Whitby Cradock fand sie die Liebe ihres Lebens. Er war Major der Royal Artillery, hatte allerdings bereits vier Kinder und war verheiratet. Nachdem er seine Frau und die Kinder verlassen hatte, heiratete er Fanny am 7. Mai 1977. Die damals 68-Jährige gab allerdings auf der Heiratsurkunde ihr Alter mit nur 55 Jahren an.
Fanny und Johnnie Cradock verbrachten ihre letzten Jahre in Bexhill on Sea, East Sussex.

## Karriere
Nachdem Fanny in vierter Ehe Johnnie Cradock geheiratet hatte, begannen beide unter dem Pseudonym Bon Viveur eine Restaurant-Kolumne zu schreiben, die von 1950 bis 1955 in The Daily Telegraph erschien. Dies löste eine Theaterkarriere der beiden als Major and Mrs Cradock aus, die das Theater zu einem „Restaurant machte“. Die Cradocks kochten riesige Gerichte, die dem Publikum serviert wurden. Sie wurden hier besonders durch ihren gebratenen Truthahn mit ausgestopftem Kopf, Schwanzfedern und Flügeln bekannt. Fanny schrieb auch Bücher unter den Pseudonymen Frances Dale, Susan Leigh und Phyllis Cradock.
In den 1950er Jahren begannen ihre ersten Shows im englischen Fernsehen. Jedes Jahr veröffentlichte die BBC eine Broschüre mit einer detaillierten Darstellung jedes Rezepts, das Fanny vorführte, dies erlaubte ihr, in späteren Jahren häufig zu sagen: „You'll find that recipe in the booklet, so I won't show you now.“ (Sie finden dieses Rezept in der Broschüre. Ich werde es Ihnen jetzt nicht zeigen). Fanny plädierte dafür, Escoffier-Standard-Essen in den britischen Haushalt zu bringen, und gab jedem Rezept einen französischen Namen. Ihr Essen sah extravagant aus, war aber im Allgemeinen kostengünstig. Zu ihren Schlagworten gehörten „This won't break you“ (Das ist auch für Sie machbar), „This is perfectly economical“ (Das ist absolut sparsam) und „This won't stretch your purse.“(Das wird Ihrem Geldbeutel nicht allzu sehr zusetzen). Mit der Zeit schienen ihre Rezepte mit der Liebe zum Spritzbeutel und zu Pflanzenfarben nicht mehr gefragt zu sein. Da Cradock oft Verwandte und Freunde mit in ihre Fernsehsendungen aufgenommen hatte, wurde sie Anfang der 1970er Jahre nach einem leichten Herzinfarkt vorübergehend durch die Tochter eines Freundes ersetzt.
Während ihrer gesamten Fernsehkarriere arbeitete das Ehepaar Cradock auch für den Energiedienstleister British Gas Council. Sie erschienen auf Messen wie der Ideal Home Exhibition und machten so Werbung für die Verwendung von Gasherden, die an Kochfreunde, in der Regel frisch verheiratete Frauen, gerichtet war. Trotz des BBC-Werbeverbots verwendete Cradock in ihren Fernsehsendungen nur Gasherde und erklärte oft, dass sie elektrische Herde nicht mochte.
Ihr Karriereende als TV-Köchin kam 1976, als die Hausfrau Gwen Troake sie um Unterstützung bei einem renommierten Amateur-Kochwettbewerb (ebenfalls einer BBC-Show) gebeten hatte. Während der Sendung verhielt sich Cradock gegenüber Troake aber so giftig und herablassend, dass das Publikum sich beschwerte. Ihre Kochsendung wurde daher bald abgesetzt. Es folgten kleine Extraauftritte, wobei ihr letzter bei Jonathan Ross im Jahr 1987 stattfand.
Sie starb nach einem Schlaganfall am 27. Dezember 1994. Sowohl Fanny als auch Johnnie wurden im Langney Crematorium in Eastbourne verbrannt. Für beide gibt es eine Gedenktafel und einen Rosenstrauch auf dem Gelände des Krematoriums.

## Bedeutung
In den Nachkriegsjahren ging Fanny Cradock in die Öffentlichkeit und versuchte die „durchschnittliche“ Hausfrau mit einem exotischen Kochansatz zu inspirieren. Sie arbeitete in ihren TV-Sendungen stets in Kleidern ohne die sonst übliche Kochschürze. Damit wollte sie erreichen, dass Frauen das Kochen als leicht und angenehm empfinden sollten und keinesfalls einschüchternd.
In ihrer frühen, weniger bekannten Rolle als Lebensmittelkritikerin, in der sie mit ihrem Ehemann unter dem Namen Bon Viveur zusammenarbeitete, führte Fanny dem Publikum ungewöhnliche Gerichte aus Frankreich und Italien vor und machte die Pizza in Großbritannien populär. Sie wird auch als Urheberin des Krabbencocktails bezeichnet. Sie und Johnny arbeiteten zusammen an einer vom Gas Council gesponserten Touring-Kochshow, um zu zeigen, dass Gas in der Küche problemlos verwendet werden kann. Mit zunehmendem Bekanntheitsgrad wurden Fannys Shows ins Fernsehen übertragen, womit sie 20 Jahre lang Erfolg hatte.
Im Verlauf ihrer Präsenz auf Ausstellungen machte Fanny häufige Zugeständnisse an die wirtschaftlichen Realitäten der Zeit und schlug billigere Alternativen vor, die für Hausfrauen auch erschwinglich waren. Die BBC veröffentlichte ihre Rezepte und Vorschläge für Dinnerpartys in einer Reihe von Broschüren und festigte damit ihren Ruf als führende Chefköchin ihrer Zeit.
Die Wirtschaftsexpertin Marguerite Patten hat Fanny Cradock als die „Retterin“ der britischen Küche nach dem Krieg bezeichnet. Der britische Koch Brian Turner meinte, dass seine Kollegin Delia Smith ihre eigene Karriere der Inspiration der Cradocks-Fernsehsendungen verdanke.
Trotz des Versuchs der Verunglimpfung ihrer Methoden und Kochkünste von Kochprofis wie Graham Kerr, Keith Floyd und Hugh Fearnley-Whittingstall verkauften sich Cradocks Bücher in Rekordhöhen.

## Mediendarstellungen
Fanny Cradocks raue Stimme und ihr theatralischer Stil waren häufig Ziel von Komikern und Parodisten in BBC Radio-Comedy-Shows.
Cradocks Leben wurde auch Gegenstand der Theaterstücke Donuts Like Fanny von Julia Darling und Fear of Fanny von Brian Fillis. Nach einer erfolgreichen Veranstaltung der Leeds Library Theatre Company, die im Oktober und November 2003 in Großbritannien tourte, wurde Fear of Fanny zu einem Fernsehdrama mit Mark Gatiss und Julia Davis. Die Produktion wurde im Oktober 2006 auf BBC Four als eine Reihe kulinarisch dargestellter Dramen übertragen.
Im Jahr 2018 inszenierte die Kabarettgruppe „Duckie“ Duckie Loves Fanny als Teil des Veranstaltungsprogramms des London Borough of Waltham Forest, das den Status des Lokals als London Borough of Culture auszeichnet.

## Filmografie
- 1958: Lucky Dip
- 1960: Alice Through the Looking Box
- 1965: The Eamonn Andrews Show
- 1965: World in Action
- 1966: Chan Canasta
- 1966: Juke Box Jury
- 1966–1972: Call My Bluff
- 1968: Doddy's Music Box
- 1968: Pick of the Year
- 1968: Whatever Next?
- 1969: Whatever Next?
- 1970: Fanny Cradock Invites You To...
- 1970: Score with the Scaffold
- 1971: Ev
- 1971–1973: Bruce Forsyth and the Generation Game
- 1972: Parkinson
- 1972: Tarbuck's Luck
- 1974: What's My Line?
- 1975: Fanny Cradock Cooks for Christmas
- 1976: Celebrity Squares
- 1976: The Big Time
- 1978: Those Wonderful TV Times
- 1986: Wogan
- 1987: The Last Resort with Jonathan Ross

## Bibliografie

### Autobiografie
- Something's Burning (1960)

### Bücher
- als Phyllis Cradock
  - Gateway to Remembrance (1949)
  - The Eternal Echo (1950)
- als Fanny Cradock
  - The Lormes of Castle Rising (1975) ISBN 0-8415-0437-7
  - Shadows Over Castle Rising (1976) ISBN 0-525-20128-9
  - War Comes to Castle Rising (1977) ISBN 0-525-23009-2
  - Wind of Change at Castle Rising (1979) ISBN 0-525-23468-3
  - The Windsor Secret (1986) ISBN 0-352-32064-8
- als Frances Dale
  - Bon Voyage – how to enjoy your holiday in Europe with a car (1950)

### Kochbücher
- Bon Viveur – Gala Christmas Dinner[18]
- Mainly For Women – Bon Viveur Cookery Club[19]
- Living Today[20]
- Kitchen Party[21]
- Home Cooking[22]
- Adventurous Cooking[23]
- Christmas Cooking[24]
- Problem Cooking[25]
- Ten Classic Dishes[26]
- Fanny Cradock: Colourful Cookery[27]
- Giving A Dinner Party[28]
- Fanny Cradock Invites....[29]
- Nationwide: Fanny Cradock Cooks Nationwide Into Europe[30]
- Fanny Cradock Cooks For Christmas[31]
- Chez Bon Viveur
- Fanny's Kitchen[32]
- The Cradocks
- The Practical Cook (als Frances Dale, 1949)
- Cooking with Bon Viveur (Museum Press Ltd, 1955 – als John und Phyllis Cradock)
- Bon Viveur Recipes (Daily Mail, c. 1960)
- Daily Telegraph Cook's Book (Collins Fontana Books, 1964) von Bon Viveur
- Daily Telegraph Sociable Cook's Book (Collins Fontana Books, 1967) von Bon Viveur
- Fanny & Johnnie Cradocks' The Cook Hostess' Book (Cookery Book Club, 1970)
- Modest but Delicious (Arlington Books/The Daily Telegraph, 1973)
- Common Market Cookery: France (BBC Books, 1973) ISBN 0-563-12586-1
- Common Market Cookery: Italy (BBC Books, 1974)
- 365 Puddings (The Daily Telegraph, Summer 1975) von Bon Viveur
- The Sherlock Holmes Cookbook (W H Allen, 1976)
- 365 Soups (The Daily Telegraph, Winter 1977) von Bon Viveur
- Fanny & Johnnie Cradock's Freezer Book (W H Allen, 1978)
- A Cook's Essential Alphabet (W H Allen, 1979)
- Time to Remember – A Cook for All Seasons (Web & Bower, 1981)
- A Lifetime In The Kitchen (Three books/W H Allen, 1985)
- Home Cooking with Fanny Cradock (BBC, 1965)
- Adventurous Cooking with Fanny Cradock (BBC, 1966)
- Ten Classic Dishes (BBC Worldwide, 1967)
- Problem Cooking with Fanny Cradock (BBC, 1967)
- Eight Special Menus with Their Accompanying Wines for the Busy Cook-Hostess (Mendham Bros/Gas Council, 1967)
- Colourful Cookery (BBC, 1968)
- Giving a Dinner Party (BBC Worldwide, 1969)
- Fanny Cradock Invites (BBC, 1970)
- Fanny Cradock's Nationwide Cook Book (BBC, 1972)
- Fanny Cradock's Christmas Cooking (BBC, 1975)